# Miss Mauritius
A Miss Mauritius egy mauritiusi szépségverseny, ami 1970 óta küld versenyzőket a Miss World, Miss Universe és Miss Earth versenyekre. A legjobb eredmény, amit mauritiusi versenyző elért, két középdöntős hely volt a Miss World versenyen 1975-ben és 1989-ben.
A világversenyeken legtöbbször a verseny győztese vesz részt, azonban ha ez különféle okok miatt lehetetlenné válik, akkor valamelyik helyezett utazik a nemzetközi versenyre.

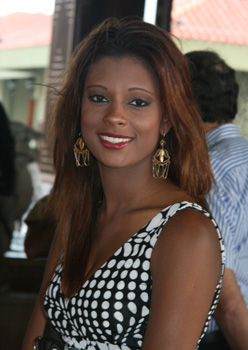
Melody Selvon, Miss Mauritius 2007 a Miss World versenyen

## Résztvevők a nemzetközi versenyeken
Mauritiusi versenyzők a világversenyeken, zárójelben az elért helyezés (ha volt ilyen):
| Év   | Miss Universe                  | Miss World                                    | Miss International | Miss Earth         |
| ---- | ------------------------------ | --------------------------------------------- | ------------------ | ------------------ |
| 1970 |                                | Florence Muller                               |                    |                    |
| 1971 |                                | Marie-Anne Ng Sik Kwong                       |                    |                    |
| 1972 |                                | Marie Ange Bestel                             |                    |                    |
| 1973 |                                | Daisy Ombrasine                               |                    |                    |
| 1974 |                                |                                               |                    |                    |
| 1975 | Nirmala Sohun                  | Mariella Tse-Sik-Sun (Top 15 középdöntős)     |                    |                    |
| 1976 | Marielle Tse-Sik-Sun           |                                               |                    |                    |
| 1977 | Danielle Marie Françoise Bouic |                                               |                    |                    |
| 1978 |                                | Geneviève Chanea                              |                    |                    |
| 1979 | Maria Chanea Allard            | Maria Chanea Allard                           |                    |                    |
| 1980 |                                | Christiane Carol Mackay                       |                    |                    |
| 1981 |                                |                                               |                    |                    |
| 1982 |                                |                                               |                    |                    |
| 1983 |                                |                                               |                    |                    |
| 1984 |                                |                                               |                    |                    |
| 1985 |                                |                                               |                    |                    |
| 1986 |                                | Michelle Sylvie Geraldine Pastor              |                    |                    |
| 1987 |                                | Marie-Geraldine Mamet                         |                    |                    |
| 1988 |                                | Véronique Ash                                 |                    |                    |
| 1989 | Jacky Randabel                 | Jeanne-Françoise Clement (Top 10 középdöntős) |                    |                    |
| 1990 | Anita Ramgutty                 | Marie Desirée Audrey Pitchen                  |                    |                    |
| 1991 | Dhandevy Jeetun                | Marie Deville                                 |                    |                    |
| 1992 | Stephanie Raymond              | Sarasvadee Rengassamy                         |                    |                    |
| 1993 | Danielle Pascal                | Viveka Babajee                                |                    |                    |
| 1994 | Viveka Babajee                 | Marie Priscilla Mardaymootoo                  |                    |                    |
| 1995 | Marie Priscilla Mardaymootoo   |                                               |                    |                    |
| 1996 |                                |                                               |                    |                    |
| 1997 | Cindy Cesar                    |                                               |                    |                    |
| 1998 | Leena Ramphul                  | Oona Sujaya Fulena                            |                    |                    |
| 1999 | Micaella L'Hortalle            |                                               |                    |                    |
| 2000 | Jenny Arthémidor               |                                               |                    |                    |
| 2001 |                                |                                               |                    |                    |
| 2002 | Karen Alexandre                |                                               |                    |                    |
| 2003 | Marie-Aimée Bergicourt         | Maria Aimée Bergicourt                        |                    |                    |
| 2004 |                                | Maria Natacha Magalie Antoo                   |                    |                    |
| 2005 | Maria Natacha Magalie Antoo    | Meenakshi Shivani Putty                       |                    | Loshanee Moodaley  |
| 2006 | Isabelle Antoo                 | Vanesha Seetohul                              |                    |                    |
| 2007 | Sandra Faro                    | Melody Selvon                                 |                    |                    |
| 2008 | Marie-Anne Olivia Carey        | Olivia Marie Anne Carey                       |                    |                    |
| 2009 | Anaïs Veerapatren              | Anaïs Veerapatren                             |                    |                    |
| 2010 | Dalysha Doorga                 | Dalysha Doorga                                | Anaïs Veerapatren  | Anne-Lise Ramooloo |
| 2011 | Laetitia Darche                | Laetitia Darche                               |                    |                    |
| 2012 | Ameeksha Dilchand              | Shalini Panchoo                               |                    |                    |
| 2013 |                                | Nathalie Lesage                               |                    |                    |

## Versenyek
- 2010

2010-ben 14-en jutottak a döntőbe:
Ashana Joomun, Anabelle Nadal, Clothilde Chowrimootoo, Emily Philips, Aurélie Agathe, Gloriana Joseph, Joëlle Nagapen, Gwendolyne Pierney, Marie Albert, Laëtitia Darche, Shaheen Madarbocus, Priyanka Sahai, Vania Ramjan és Stéphanie Louise.
Több különdíjat is kiosztottak, amik közül a Miss Elègance díjat Anabelle Nadal, a Miss Sirène díjat a későbbi győztes Laetitia Darche nyerte el, a Miss Talent vetélkedőt pedig Gwendolyne Pierney nyerte meg.
A döntőt szeptember 25-én rendezték a  Bel Ombre-i Mövenpick Resort & Spa Mauritiusban. A második helyen Joelle Nagapen, a harmadikon Gloriana Joseph végzett. A legjobb 5 közé került még Vania Ramjan és Emily Philips.
- 2011

A 2011-es versenyen a győzelmet Ameeksha Dilchand szerezte meg, a második helyen Shalini Panchoo végzett, míg a harmadik helyezett Ingrid Pudaruth.
A különdíjak közül a Miss Talent díjat Ameeksha Dilchand, a Miss Beach Beauty díjat Laura Yow Sang, a Miss Sports díjat Anais Sadien szerezte meg.
A döntőt augusztus 6-án rendezték meg. A győztes eredetileg a Miss World 2012 és a Miss Universe 2012 versenyeken egyaránt részt vett volna, de a Miss World verseny szabályainak életkora nem felelt meg, ezért azon a rendezvényen a 2. helyezett Shalini Panchoo fogja képviselni Mauritiust.

## Fordítás
Ez a szócikk részben vagy egészben  a   Mauritius at the Big Four pageants című angol Wikipédia-szócikk ezen változatának fordításán alapul.  Az eredeti cikk szerkesztőit annak laptörténete sorolja fel. Ez a jelzés csupán a megfogalmazás eredetét és a szerzői jogokat jelzi, nem szolgál a cikkben szereplő információk forrásmegjelöléseként.